# Arena (svømmeudstyr)
 For alternative betydninger, se Arena. (Se også artikler, som begynder med Arena)
Arena er en italiensk producent af svømmeudstyr. Det var grundlagt i 1973 af Horst Dassler, søn af Adolf Dassler stifteren af Adidas. Mærket er populært i Europa.
Firmaet markedsfører en højteknologisk svømmeudstyrslinje ved brug af deres "Powerskin fabrik", om hvilket man siger det er mindre absoberende og at det reducerer vandmodstand.
Alexander Popov, Frédérick Bousquet, Laure Manaudou and Gary Hall Jr. er blandt de kendte svømmere, som bruger Arenas Powerskin Serie. Arena har inden for Powerskin serien både Powerskin og Powerskin X-Treme.
Arena Producerer også udstyr specielt til triatlon og vandpolo.